# 維利尼揚卡河

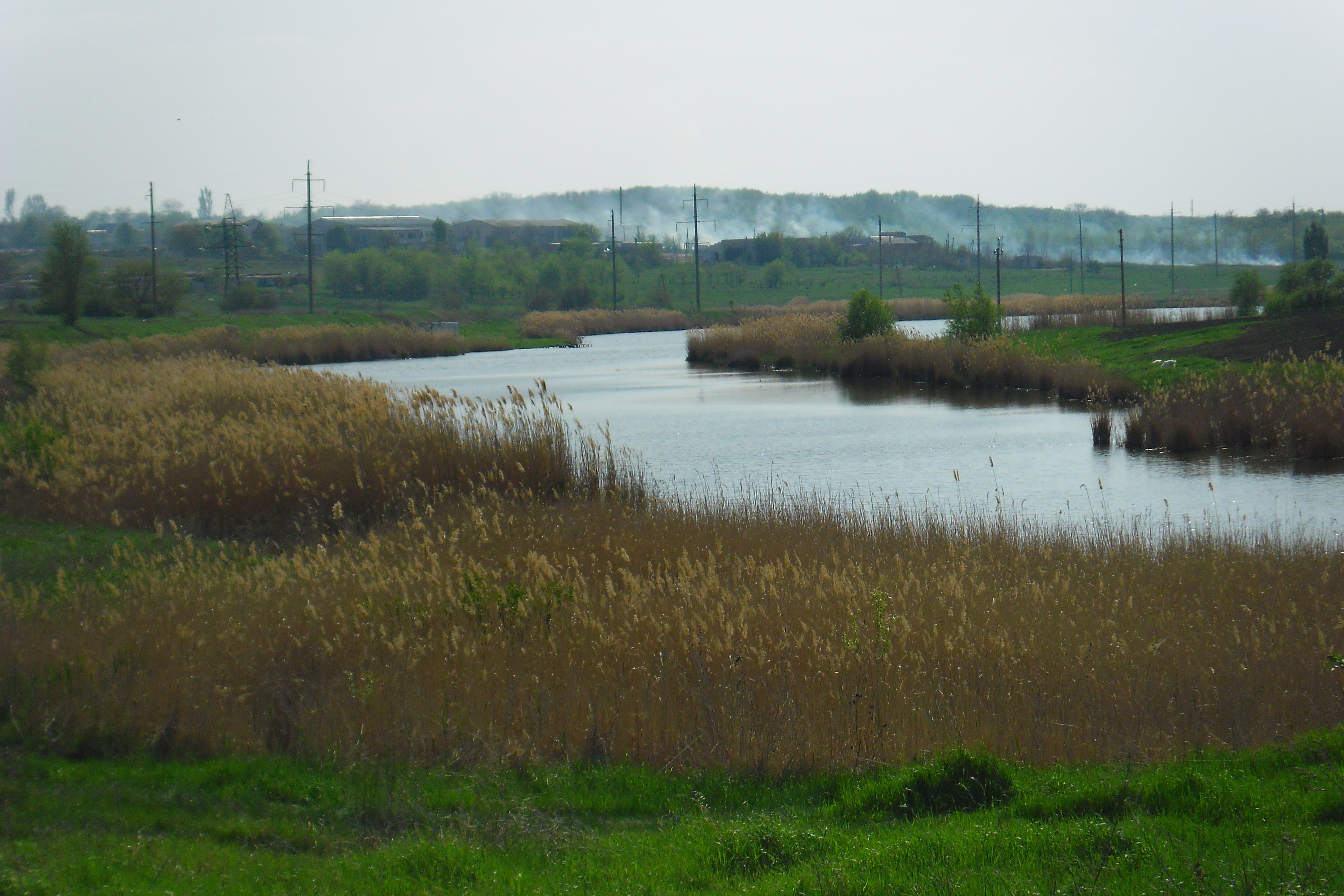

維利尼揚卡河（烏克蘭語：Вільнянка），是烏克蘭的河流，位於該國東南部，屬於第聶伯河的右支流，流經扎波羅熱州，河道全長19.6公里，發源自泽莱内，河口處在維利諾安德里伊夫卡南部。